# Noi due sconosciuti (film 1960)
Noi due sconosciuti (Strangers When We Meet) è un film del 1960 diretto da Richard Quine.

## Trama
A Los Angeles, l'architetto Larry Coe, sposato con Eve, inizia una relazione clandestina con l'affascinante e sensuale vicina di casa Maggie, che come lui è coniugata e ha prole. Sia Larry che Maggie sono insoddisfatti dei loro matrimoni: in particolare il marito di Maggie non è più interessato a fare sesso con lei. 
Un amico di Larry, Felix Anders, scopre la relazione. I suoi sorrisi e le sue insinuazioni fanno capire a Larry i rischi che sta correndo. L'architetto peraltro apprende da Maggie che lei aveva tradito di nascosto il marito già una volta, con un uomo conosciuto casualmente. Costui in seguito arriva a importunarla più volte per telefono e in un'occasione anche di persona, in un locale pubblico, alla presenza di Larry, col quale finisce per venire alle mani.
Ma cattive intenzioni sono anche quelle manifestate da Felix, che cerca di rovinare il matrimonio di Larry, in quanto mira a Eve, la quale respingerà le sue avances. In seguito essa si rende conto del fatto che il marito le è stato infedele. Dopo averlo affrontato, decidono di restare insieme e di trasferirsi alle Hawaii, dove Larry potrà contribuire alla progettazione di una città.

## Produzione
Il film fu prodotto dalla Bryna Productions e dalla Richard Quine Productions.

## Distribuzione
Distribuito dalla Columbia Pictures, il film fu presentato negli Stati Uniti in prima il 29 giugno 1960.

## Critica
- «soap opera non particolarmente ispirata»[1]